# Neuensalz
Neuensalz település Németországban, azon belül Szászország tartományban. Lakosainak száma 2058 fő (2023. december 31.).

## Népesség
A település népességének változása:
| Lakosok száma | 2113 | 2108 | 2043 | 2045 | 2058 |
|               | 2017 | 2019 | 2021 | 2022 | 2023 |